# Богданово (област Сливен)
 За другото българско село вижте Богданово (Област Бургас).  
Бòгданово е село в югоизточната част на България, община Нова Загора, област Сливен.

## География
Село Богданово се намира на около 42 km юг-югозападно от областния център град Сливен, около 11 km южно от общинския център град Нова Загора и около 31 km източно от град Стара Загора. Разположено е в Горнотракийската низина, западно от Светиилийските възвишения, край левия (източния)
бряг на река Блатница. Селото е с равнинен релеф; надморската височина в центъра при сградата на кметството е около 128 m.
През Богданово минава третокласният републикански път III-554, който на север води през село Дядово и връзка на две нива с магистрала Тракия към град Нова Загора, а на юг през село Любенова махала и градовете Раднево, Гълъбово и Симеоновград към връзка с автомагистрала Марица.
Западно от Богданово отвъд реката минава железопътната линия Симеоновград – Нова Загора, на която за селото има спирка.
Землището на село Богданово граничи със землищата на: село Загорци на северозапад; село Дядово на север; село Радево на изток; село Млекарево на югоизток; село Любенова махала на юг; село Любенец на запад.
В землището на Богданово се намират язовир Богданово (Юрта) – южно от селото, и язовирът в местност „Брястова кория“ – източно от селото.
Населението на село Богданово, наброявало 978 души при преброяването към 1934 г. и 992 към 1946 г., намалява до 289 (по служебен документ на НСИ от 2021-12-31) към 2021 г.
При преброяването на населението към 1 февруари 2011 г., от обща численост 392 лица, за 336 лица е посочена принадлежност към „българска“ етническа група, за 19 – към „турска“, за 21 – към „ромска“, за 13 – „не се самоопределят“ и за 3 – „не отговорили“.

## История
След Руско-турската война (1877 – 1878 г.) по Берлинския договор 1878 г. селото – тогава с име Богдан махле – остава в Източна Румелия; присъединено е към България след Съединението 1885 г.. Село Богдан махле е преименувано на Богданово през 1906 г.

### Училище
Според местно предание, училището в селото съществува от 1875 г. като начално училище, в което на доброволни начала са се учили около 10 – 12 деца. Първият учител е бил поп Димитър. В учебната програма са били застъпени четене, смятане и предимно духовни предмети. През 1900 г. е построена училищна сграда с три стаи в църковния двор. От 1910 г. образователната програма добива светски характер с основни предмети четене, смятане, история, география, естествознание. Нова училищна сграда е построена през 1933 г. Училището се оформя като основно през 1931 г., когато е получило и наименованието си „Кирил и Методий“ (от 1991 г. – Основно училище „Св. св. Кирил и Методий“). В училището се обучават деца от селата Богданово и Дядово и от град Нова Загора. Учениците са предимно от ромски произход. До 1992 г. в училището се обучават ученици от ромски произход и от територията на бившия Сливенски окръг, когато към училището съществува пансион за тези деца. След тази година основният брой ученици е от Нова Загора, като пансионът се трансформира в общежитие. Основното училище „Св. св. Кирил и Методий“ в Богданово е закрито през 2012 г.

### Читалище
Читалището в село Богданово е първоначално създадено през 1908 г. За периода до 1963 г. не се откриват архивни документи за него. През 1997 г. дотогавашното му наименование „Кирил и Методий“ се променя с решение на Сливенския окръжен съд на „Св. Св. Кирил и Методий“. Читалището е регистрирано като юридическо лице по Закона за народните читалища с настоятелство и проверителна комисия. Читалището е регистрирано като сдружение с нестопанска цел, което се финансира от: приходи от членски внос, дарения и спонсорство и със субсидии от държавния бюджет. През 1992 г. членовете на читалището наброяват 39 души, а през 1998 г. – 50 души. Поради липса на средства, танцовият състав и битовият хор преустановяват дейността си към читалището. Продължават да съществуват коледарска и лазарска групи от деца.

## Обществени институции
Село Богданово към 2023 г. е център на кметство Богданово.
В село Богданово има:
- читалище „Св. Св. Кирил и Методий – 1908“;[12][13]
- православна църква „Свети Димитър“;[14]
- пощенска станция (към 26 юли 2023 г. – временно закрита).[15]